# 덴 겐지로
덴 겐지로(일본어: 田健治郎, 1855년 3월 25일(안세이 2년 2월 8일) ~ 1930년(쇼와 5년) 11월 16일)는 일본 제국의 관료이자 정치인이다. 단바국 히카미 군(현재 효고현 단바시) 출신으로 아명은 유노스케(梅之助), 호는 양산(譲山)이며 남작이다. 중의원 의원, 귀족원 의원, 체신대신, 사법대신, 농상무대신, 대만 총독, 추밀원 고문관 등을 역임하였다. 형 덴 데이키치(田艇吉, 1852년 ~ 1938년)는 중의원 의원을 역임하였으며, 손자 덴 히데오(田英夫, 1923년 ~ 2009년)는 참의원 의원을 역임하였다. 겐로쿠 시대의 여류 시인 덴 스데조(田捨女, 1634년 ~ 1698년)가 선조이다.

## 같이 보기
- 고토미술관